# Trasobares (kommunhuvudort)
Trasobares är en kommunhuvudort i Spanien.   Den ligger i provinsen Provincia de Zaragoza och regionen Aragonien, i den nordöstra delen av landet, 220 km nordost om huvudstaden Madrid. Trasobares ligger 674 meter över havet och antalet invånare är 175.
Terrängen runt Trasobares är huvudsakligen kuperad. Trasobares ligger nere i en dal. Runt Trasobares är det mycket glesbefolkat, med 6 invånare per kvadratkilometer. Närmaste större samhälle är Illueca, 11,7 km söder om Trasobares. Omgivningarna runt Trasobares är i huvudsak ett öppet busklandskap.